# NGC 6269
NGC 6269 este o galaxie eliptică situată în constelația Hercule. A fost descoperită în 28 iunie 1864 de către Albert Marth. Se află la o distanță de 118,58 megaparseci de Pământ.